# 천성원
천성원(중국어 정체자: 陳聖文, 병음: Chén Shèngwén, 한자음: 진성문, 1998년 5원 6일~)은 타이완의 정치인이다.